# Tribute band

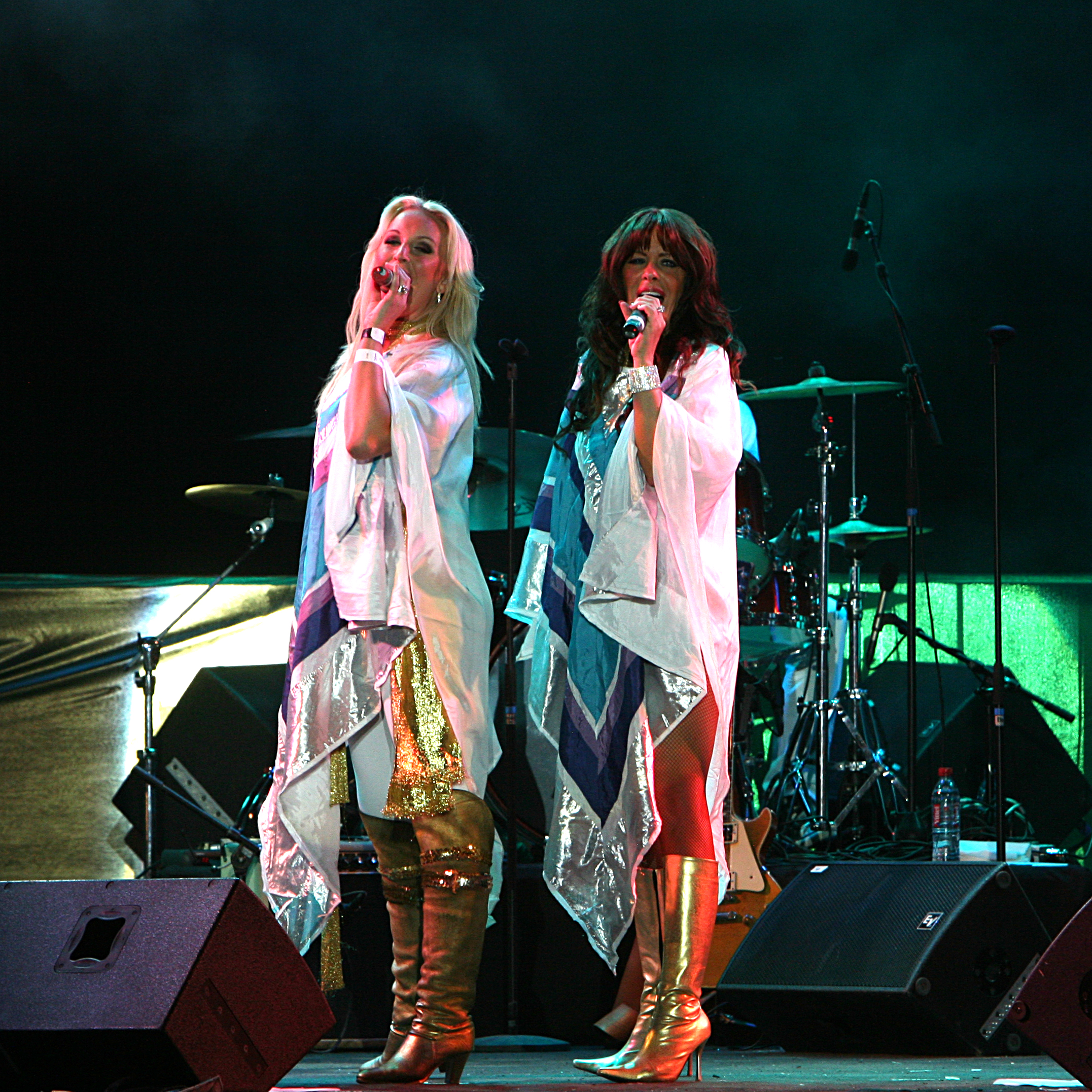
Tribute band (zespół oryginalny: ABBA)

Tribute band – zespół muzyczny, którego działalność polega na wykonywaniu muzyki innej, popularnej grupy muzycznej.
Działalność tribute bandów może polegać nie tylko na odtwarzaniu utworów zespołu, na którym tribute band się wzoruje, lecz również na odwzorowaniu wizerunku scenicznego, kostiumów, choreografii itp.

## Przykłady
(opracowano na podstawie materiału źródłowego)
- The Musical Box (zespół oryginalny: Genesis)
- Led-Zepplica (Led Zeppelin)
- Brit Floyd (Pink Floyd)
- The Australian Pink Floyd Show (Pink Floyd)
- Queen Extravaganza (Queen)
- Queen Machine (Queen)
- AC/DC UK (AC/DC)